# Kudłatka siwowłosa
Kudłatka siwowłosa (Lasiodora subcanens) – gatunek pająka z rodziny ptasznikowatych. Endemiczny dla wschodniej Brazylii.

## Taksonomia
|  | L. franciscana |
|  |                |
|  | L. sertaneja   |
|  |                |

|  | L. subcanens  |
|  |               |
|  | L. camurujipe |
|  |               |

|  | L. franciscana |
|  |                |
|  | L. sertaneja   |
|  |                |

|  | L. subcanens  |
|  |               |
|  | L. camurujipe |
|  |               |

|  | L. franciscana |
|  |                |
|  | L. sertaneja   |
|  |                |

|  | L. subcanens  |
|  |               |
|  | L. camurujipe |
|  |               |

|  | L. franciscana |
|  |                |
|  | L. sertaneja   |
|  |                |

|  | L. subcanens  |
|  |               |
|  | L. camurujipe |
|  |               |

Gatunek ten opisany został po raz pierwszy w 1921 roku przez Cândido Firmino de Mello-Leitão na łamach „Annals and Magazine of Natural History”. W 2023 roku Rogério Bertani dokonał redeskrypcji L. subcanens i zsynonimizował z nią L. dulcicola.
Wyniki przeprowadzonej przez Bertaniego w 2023 roku analizy kladystycznej wskazują na zajmowanie przez omawiany gatunek pozycji siostrzanej dla L. camurujipe.

## Morfologia
Pająk duży. U przykładowego samca karapaks ma 23,6 mm długości i 22,6 mm szerokości, a opistosoma (odwłok) 23,5 mm długości i 14,5 mm szerokości, natomiast u przykładowej samicy karapaks ma 28,3 mm długości i 26,4 mm szerokości, a opistosoma 29,9 mm długości i 25,1 mm szerokości.
Karapaks jest czarny, z wierzchu gęsto porośnięty krótkimi, białawymi szczecinkami, a przy krawędziach długimi szczecinkami tej samej barwy. Oczy pary przednio-środkowej są okrągłe, równe rozmiarami oczom pary przednio-bocznej i położone bardziej z tyłu niż one. Oczy par bocznych mają jednakowe rozmiary i owalny kształt. Małe, owalne oczy pary tylno-środkowej leżą bardziej z przodu niż pary tylno-bocznej.  Szczękoczułki są czarne ze szczecinkami barwy takiej jak na karapaksie, u samca zaopatrzone w 11, a u samicy w 14 zębów na przedniej krawędzi bruzdy, u obu płci ponadto z drobnymi ząbkami u jej nasady. Szczęki i warga dolna mają rudobrązowe ubarwienie. Rudobrązowe sternum i biodra porastają krótkie szczecinki ciemnobrązowe o rozproszone, długie szczecinki brązowe.
Odnóża są czarne z długimi szczecinkami barwy białawej, z białawymi paskami na udach, rzepkach, goleniach i nadstopiach oraz z białawymi obrączkami na szczytach członów. Pierwsza i czwarta para odnóży są najdłuższe, a trzecia najkrótsza. Kolcopodobne szczecinki aparatu strydulacyjnego na tylno-bocznych powierzchniach szczęk występują zarówno w górnym, jak i środkowym i dolnym obszarze; przemieszane są ze szczecinkami pierzastymi. Biodra pierwszej i drugiej pary mają na powierzchniach przednio-bocznych długie i nieco szpatułkowate oraz mniej liczne krótkie szczecinki strydulacyjne. Tylno-boczne powierzchnie bioder drugiej i trzeciej pary pozbawione są szczecinek kolcowatych. Szczecinki strydulacyjne bioder dwóch ostatnich par są bardzo cienkie. Stopy wszystkich par oraz nadstopia pary pierwszej i drugiej mają skopule na całej długości, natomiast nadstopia pary trzeciej mają je na połowie długości, a pary czwartej w odsiebnej ⅓ w przypadku samicy i odsiebnej ćwiartce w przypadku samca. 
Opistosoma (odwłok) jest czarna z wierzchu i ciemnobrązowa od spodu, obficie porośnięta długimi szczecinkami barwy beżowej. U obu płci obecne są włoski drażniące typu I i III.
Nogogłaszczki samca mają gruszkowaty bulbus z nieco krótszym od tegulum, w części odsiebnej nieco spłaszczonym bocznie, na krótkim szczycie zgrubiałym embolusem o ząbkowanym kilu retrolateralnym. Genitalia samicy zawierają dwie krótkie, oddzielone silnie zesklerotyzowanym rejonem spermateki o szypułkach znacznie węższych niż części nabrzmiałe.

## Ekologia i występowanie
Gatunek neotropikalny, endemiczny dla wschodniej Brazylii, rozmieszczony od południowego Espírito Santo i wschodniego Minas Gerais do stanu Rio de Janeiro, z mniej pewnymi doniesieniami ze stanu São Paulo. Zamieszkuje formację Mata Atlântica od poziomu morza do rzędnych 700 m n.p.m.